# Allium kastambulense
Allium kastambulense är en amaryllisväxtart som beskrevs av Fania Weissmann- Kollmann. Allium kastambulense ingår i släktet lökar, och familjen amaryllisväxter. Inga underarter finns listade i Catalogue of Life.